# Praça Brigadeiro Sampaio
A Praça Brigadeiro Sampaio é uma praça pública da cidade brasileira de Porto Alegre, situada em seu Centro Histórico. É considerada a praça mais antiga de que se tem registro na cidade. 

## História
O local que conhecemos hoje como brigadeiro Sampaio era conhecido, no início da colonização, como Largo da Forca, por ser o local onde os escravizados da cidade eram enforcados. A área em que se situava, por sua vez, era chamada de Praia do Arsenal e abrigava estaleiros. Em 1832 iniciou-se no local a construção de uma cadeia, mas o projeto acabou abandonado e, em 1856, após um processo de aterramento e ajardinamento, nasceu em seu lugar a Praça do Arsenal. Dois anos depois, os estaleiros foram removidos para o Caminho Novo (Rua Voluntários da Pátria) e deram lugar ao cais junto ao Guaíba e, futuramente, ao Cais Mauá e ao Porto de Porto Alegre.
Com o final da Guerra do Paraguai em 1870, o nome da praça foi modificado para Praça da Harmonia, com a finalidade de celebrar a paz na Bacia do Prata. Oito anos depois, porém, alterou-se o nome para Praça Martins de Lima, em memória de um vereador que promoveu o plantio de 94 árvores na praça.
Em 1920, o governo estadual decidiu modificar sua estrutura para a construção de um porto, de modo que permaneceu um depósito de materiais do estado e do exército por muito tempo. Nesse ínterim, o prefeito Alberto Bins modificou seu nome para Praça Três de Outubro, para homenagear a Revolução de 1930.
Finalmente, em 1965, uma campanha exitosa obteve o restabelecimento e a reurbanização da praça, que naquela altura já tinha recebido seu atual nome, em homenagem a Antônio de Sampaio, patrono da infantaria brasileira.

## Monumentos
Na praça foi instalada a obra O Tambor, uma das referências do Museu de Percurso do Negro em Porto Alegre.

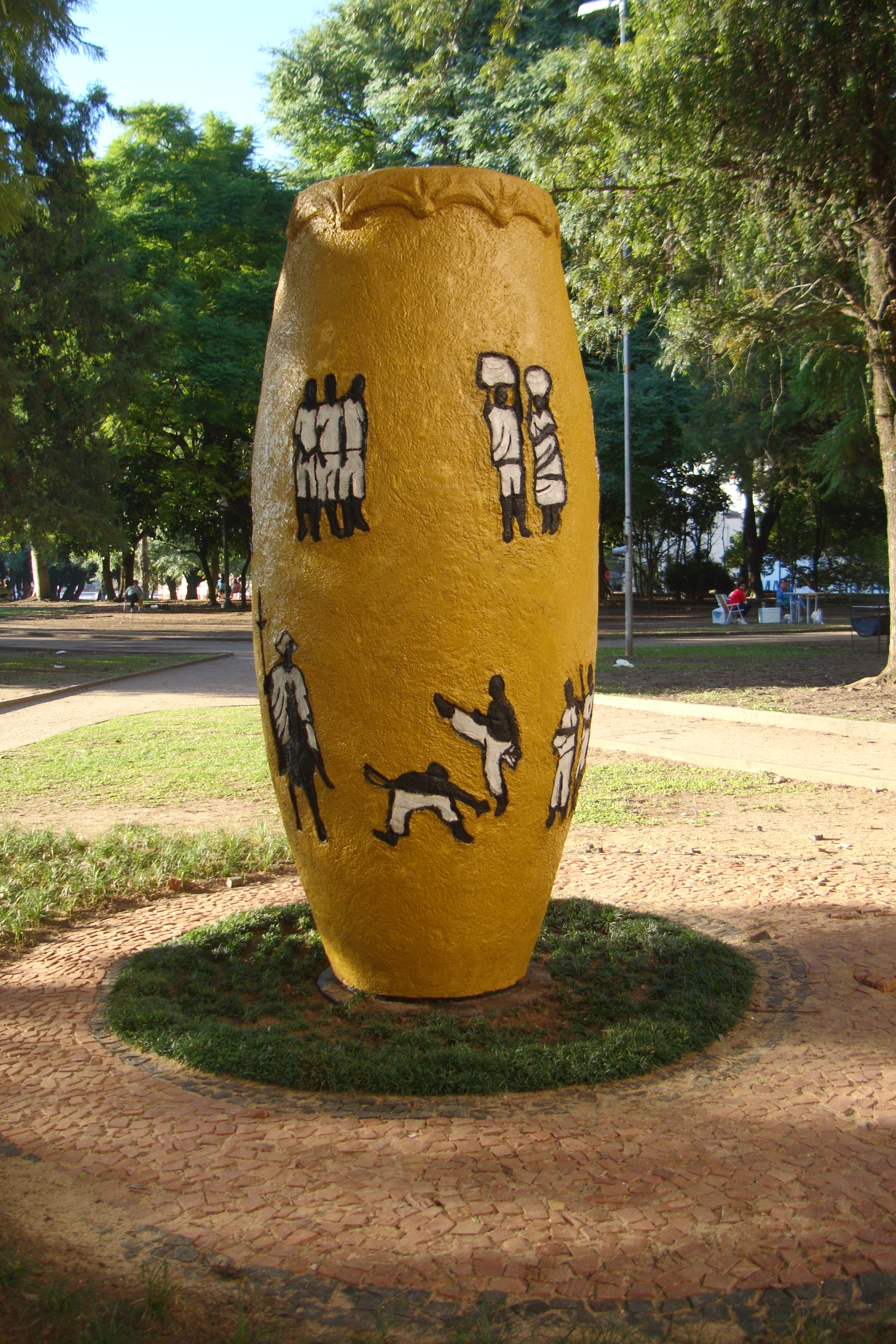
Monumento O Tambor